# ゲイリー・シニーズ
ゲイリー・シニーズ（Gary Sinise、[gɛəri -]、1955年3月17日 - ）は、映画俳優。アメリカ合衆国イリノイ州生まれ。

## 略歴
父方の祖父母はイタリア系。
ティーンエイジャーの頃から舞台に立っており、後にシカゴで友人らと共にステッペンウルフ・シアター・カンパニーを旗揚げした。映画・舞台役者として、また舞台演出家として活躍した後、『マイルズ・フロム・ホーム』で映画監督としてデビュー。カンヌ国際映画祭グランプリにノミネートされるなど高い評価を得た。
2004年からはテレビドラマ『CSI:ニューヨーク』に主演している。
また、ロナルド・レーガン大統領図書館の案内ビデオのホストを務めている。
負傷退役軍人へのチャリティー活動を実施しており、居住する家を用意したり、ジープ2台のカスタマイズをガスモンキーに依頼して売却するなどチャリティー活動を実施している。その2台のジープの落札は30万ドルにもなった。
2019年より、がんにかかった妻や長男ら家族を支えるため俳優業を休業している。

### 音楽活動
ミュージシャンとして活動もしており、2003年から作曲家のキモ・ウィリアムズ (Kimo Williams)らと、ルーテナント・ダン・バンド (Lt. Dan Band)というバンドでベースを弾いている。

### プライベート
学生時代からの付き合いである女優のモイラ・ハリス（現 モイラ・シニーズ）と1981年に結婚し、3人の子供がいる。そのうち、長男のマックは2024年にがんのため33歳で逝去。

## 出演作品

### 映画
| 公開年 | 邦題 原題                                                                        | 役名                           | 備考                                                                                  |
| ------ | -------------------------------------------------------------------------------- | ------------------------------ | ------------------------------------------------------------------------------------- |
| 1988年 | マイルズ・フロム・ホーム Miles From Home                                         | N/A                            | 監督                                                                                  |
| 1989年 | ジェームズ・ウッズの ドランカー My Name Is Bill W.                               | エディ                         | テレビ映画                                                                            |
| 1991年 | 怒りの葡萄 The Grapes of Wrath                                                   | トム・ジョード                 | テレビ映画                                                                            |
| 1992年 | 真夜中の戦場/クリスマスを贈ります A Midnight Clear                               | ヴィンス・ウィルキンズ         |                                                                                       |
| 1992年 | 二十日鼠と人間 Of Mice and Men                                                   | ジョージ・ミルトン             | 兼監督・製作                                                                          |
| 1993年 | みんな愛してる Jack the Bear                                                     | ノーマン・ストリック           |                                                                                       |
| 1994年 | フォレスト・ガンプ/一期一会 Forrest Gump                                         | ダン・テイラー中尉             |                                                                                       |
| 1995年 | クイック&デッド The Quick and the Dead                                           | 保安官                         |                                                                                       |
| 1995年 | アポロ13 Apollo 13                                                               | ケン・マッティングリー         |                                                                                       |
| 1995年 | プレジデント・トルーマン Truman                                                  | ハリー・S・トルーマン          | テレビ映画 ゴールデングローブ賞主演男優賞 （テレビ映画、ミニ・シリーズ部門） 受賞     |
| 1996年 | アルビノ・アリゲーター Albino Alligator                                          | マイロ                         |                                                                                       |
| 1996年 | 身代金 Ransom                                                                    | ジミー・シェイカー刑事         |                                                                                       |
| 1997年 | ジョージ・ウォレス/アラバマの反逆者 George Wallace                               | ジョージ・ウォレス             | テレビ映画 プライムタイム・エミー賞主演男優賞 （テレビ映画、ミニ・シリーズ部門） 受賞 |
| 1998年 | スネーク・アイズ Snake Eyes                                                      | ケヴィン・ダン                 |                                                                                       |
| 1999年 | 大人たちのシーズン That Championship Season                                      | トム                           | テレビ映画 兼製作総指揮                                                               |
| 1999年 | イッツ・ザ・レイジ It's the Rage                                                 | モーガン                       |                                                                                       |
| 1999年 | グリーンマイル The Green Mile                                                    | バート・ハマースミス           |                                                                                       |
| 2000年 | レインディア・ゲーム Reindeer Games                                              | ガブリエル                     |                                                                                       |
| 2000年 | ミッション・トゥ・マーズ Mission to Mars                                         | ジム・マッコーネル             |                                                                                       |
| 2000年 | ぼくが天使になった日 Bruno                                                       | ディノ                         |                                                                                       |
| 2001年 | クローン Impostor                                                                | スペンサー・オーラム           | 兼製作                                                                                |
| 2003年 | 白いカラス The Human Stain                                                       | ネイサン・ザッカーマン         |                                                                                       |
| 2004年 | ビッグ・バウンス The Big Bounce                                                  | レイ・リッチー                 |                                                                                       |
| 2004年 | フォーガットン The Forgotten                                                     | ジャック・マンス医師           |                                                                                       |
| 2005年 | ウォーキング・オン・ザ・ムーン 3D Magnificent Desolation: Walking on the Moon 3D | ユージン・サーナン             | ドキュメンタリー映画 声の出演                                                         |
| 2006年 | オープン・シーズン Open Season                                                   | ショー                         | アニメーション映画 声の出演                                                           |
| 2014年 | キャプテン・アメリカ/ウィンター・ソルジャー Captain America: The Winter Soldier  | スミソニアン博物館のナレーター | 声の出演                                                                              |
| 2020年 | 君といた108日 I Still Believe                                                    | トム・キャンプ                 |                                                                                       |
| 2020年 | ジョー・ベル 〜心の旅〜 Joe Bell                                                 | ウェスティン保安官             |                                                                                       |

### テレビシリーズ
| 放送年          | 邦題 原題                                                      | 役名                 | 備考                                                                        |
| --------------- | -------------------------------------------------------------- | -------------------- | --------------------------------------------------------------------------- |
| 1994年          | ザ・スタンド The Stand                                         | スチュー・レッドマン | ミニシリーズ、計4話出演                                                     |
| 2004年 - 2005年 | CSI:マイアミ CSI: Miami                                        | マック・テイラー     | 第2シーズン第23話「マイアミ - NY合同捜査」 第4シーズン第7話「NYからの使者」 |
| 2004年 - 2013年 | CSI:ニューヨーク CSI: NY                                       | マック・テイラー     | 計197話出演                                                                 |
| 2013年          | CSI:科学捜査班 CSI: Crime Scene Investigation                  | マック・テイラー     | 第13シーズン第13話「ニューヨークからの来訪者」                              |
| 2015年          | クリミナル・マインド FBI行動分析課 Criminal Minds              | ジャック・ギャレット | 第10シーズン第19話「国外捜査」                                              |
| 2016年 - 2017年 | クリミナル・マインド 国際捜査班 Criminal Minds: Beyond Borders | ジャック・ギャレット | 計26話出演                                                                  |